# Pugnale renale
Il pugnale renale o testicolare è un'arma bianca di piccole dimensioni originaria dell'Europa. Il pugnale renale presenta una lama appuntita e un manico in legno o metallico con pomo circolare che, a partire dalla base, si restringe fino ai due pomi fungenti da fermo. Il pugnale renale era studiato per penetrare le zone più vulnerabili delle armature.  Il nome "pugnale testicolare" è un riferimento alla forma del manico, che richiama i genitali maschili.

## Storia
Il pugnale renale risale al quattordicesimo secolo ed è stato utilizzato per un periodo di duecento anni tanto tra i nobili quanto tra i più poveri. Oltre a fungere da seconda spada, il pugnale veniva indossato intorno alla vita come simbolo di una marcata virilità a causa della sua forma fallica. Molte delle prime effigi del periodo Tudor raffigurano questo tipo di arma. Con il passare degli anni la guardia a crociera si assottigliò fino a scomparire completamente.
Durante l'età vittoriana gli storici britannici decisero di adottare il nome kidney dagger (lett. "pugnale renale") al posto di ballock dagger (lett. "pugnale testicolare") in quanto ritenuto troppo volgare per le sue connotazioni sessuali.